# Mino Caudana
Mino Caudana, pseudonimo di Anselmo Jona (Chieri, 20 marzo 1905 – Roma, 1974), è stato un giornalista, sceneggiatore e autore televisivo italiano.

## Biografia
Iniziò la sua carriera come giornalista e redattore di varie testate (tra cui «Le grandi novelle» fondata da Dino Segre, 1926-1927). Nel 1926 fondò il periodico La vispa Teresa, rivista di novelle e racconti inediti, corredata da illustrazioni ispirate al mondo del jazz. Nel 1940 fu sceneggiatore del film La granduchessa si diverte di Giacomo Gentilomo.
Nel dopoguerra collaborò alla sceneggiatura de Il bandito, film diretto nel 1946 da Alberto Lattuada. Come giornalista, fu direttore de Il Tirreno, capo redattore dell'Avanti!, redattore de Il Tempo di Roma, collaboratore de Il Borghese e tenne una rubrica sul Secolo d'Italia intitolata "Sul filo del rasoio". Collaborò anche alla Rai, come autore di varietà televisivi e curatore di programmi radiofonici. Nel 1964 scrisse Il figlio del fabbro, biografia apologetica di Benito Mussolini, che inizia con la descrizione di una commossa visita alla tomba del duce, nel cimitero di Predappio.
Amilcare Rossi ha descritto Mino Caudana con queste parole:
(Amilcare Rossi)

## Filmografia

### Sceneggiatore
- La granduchessa si diverte, regia di Giacomo Gentilomo (1940)
- Cento lettere d'amore (1940)
- Brivido (1941)
- Luna di miele (1941)
- Finalmente soli (1942)
- Incontri di notte (1943)
- Cortocircuito (1943)
- In due si soffre meglio (1943)
- Sempre più difficile(1943)
- La signora in nero (1943)
- Il bandito, regia di Alberto Lattuada (1946)

## Opere
- Mino Caudana e Arturo Assante, Dal regno del sud al vento del nord, Roma, CEN, 1963.
- Mino Caudana, Il figlio del fabbro, Roma, CEN, 1964.
- Mino Caudana, Processo a Mussolini, Roma, CEN, 1964.
- Mino Caudana, I grandi santi italiani, Roma, CEN, 1968.
- Mino Caudana, L'Italia di mio padre, Roma, CEN, 1969.
- Mino Caudana, 1922, Milano, Edizioni del Borghese, 1972.
- Mino Caudana, I fucilati di Verona, Roma, CEN, 1973.
- Mino Caudana, Italia nuda. L'Italia di oggi così com'è: santi, eroi, lesbiche, pederasti, puttane, camorristi, ladri e politicanti, Milano, I.P.C., 1973.

## Programmi televisivi RAI
- 1960 - Momento magico 1960, di Mino Caudana, Nino Conti, regia: Enzo Trapani, 15 puntate, Nazionale, 06/02/1960 – 04/06/1960.
- 1960 - Ricordo di Mario Riva, di Mino Caudana, regia di Antonello Falqui, 1 puntata, Nazionale, 13/10/1960.
- 1961 - Momento magico 1961, di Mino Caudana, regia di Enzo Trapani, con Carlo Dapporto, Nino Taranto, Claudio Villa, Cesco Baseggio, 4 puntate, Nazionale, 06/06/1961 – 27/06/1961.
- 1966 - La prova del nove, di Antonio Amurri, Mino Caudana, Italo Terzoli, Bernardino Zapponi, regia di Piero Turchetti, con Corrado, Walter Chiari, 15 puntate, Nazionale, 29/09/1965 – 06/01/1966.
- 1968 - Una voce in vacanza, di Mino Caudana, regia di Romolo Siena, con Nino Taranto, Mario Del Monaco, 4 puntate, Secondo, 07/07/1968 – 28/07/1968.